# Véronique

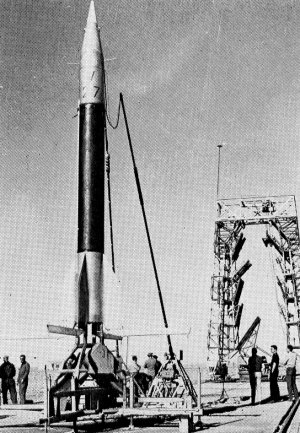
Véronique.

Véronique, foi o nome atribuído a um foguete de sondagem de origem Francesa. Ele fez parte da segunda geração
de foguetes franceses movidos a combustível líquido. Este modelo foi desenvolvido com a ajuda de cientistas alemães que trabalharam em Peenemünde. O nome
(palavra francesa para Verônica), apesar da possibilidade de ser um nome próprio feminino, era na verdade, uma abreviação para
Vernon-electronic.

## Origem
Em março de 1949, a Direction des Etudes et Fabrications d'Armes (DEFA) decidiu construir um foguete de sondagem para testar em voo os motores a combustível
líquido e também realizar estudos na atmosfera superior. Esse projeto, de codinome Projet 4213, foi batizado Véronique, e deveria ser o mais simples
e econômico possível. As especificações iniciais eram as seguintes: 6 m de altura, 55 cm de diâmetro, 1.000 kg de peso, 40 kN de empuxo e capaz de lançar uma
carga útil de 65 kg a 65 km de altitude. O combustível era Ácido nítrico e Querosene. Depois de alguns experimentos entre 1950 e o início de 1952 no campo
de Cardonnet sem atingir os parâmetros da especificação, a versão "N" (normal), começou a ser testada em 1952.

## Desenvolvimento
Mais testes com a versão "Véronique N" se seguiram entre 1952 e 1953, a partir de Hammaguir com um índice de falhas considerável. Além disso, a altitude proposta de
65 km se mostrou insuficiente para projetos científicos na atmosfera. Para solucionar essas questões foi criada a versão NA (normal alongada), de 7,30 m de altura
e 1.435 kg de peso. Devido aos tanques mais longos, o injetor precisou ser modificado, com isso, ele era capaz de conduzir a mesma carga útil de 60 kg a 135 km
de altitude. Essa versão "Véronique NA" foi lançada 4 vezes em 1954.

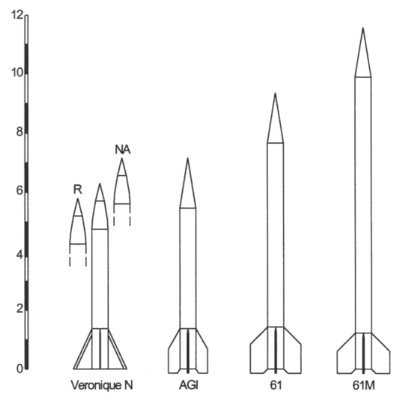
Os modelos do foguete Véronique.

A "carreira científica" do Véronique, começou quando o Comité d'Action Scientifique de la Défense Nationale decidiu subsidiar a construção de 15
foguetes de sondagem para o Ano Internacional da Geofísica (1957-58). Para isso, foi criada uma nova versão chamada "Véronique AGI", parecida com a "NA",
porém mais leve (1.342 kg), com aletas redesenhadas, um motor simplificado (de parede simples) e usando Terebintina no lugar da Querosene. Esse novo combustível
manteve o empuxo de 40 kN e diminuiu os problemas de instabilidade de combustão. Essa versão atingia um apogeu máximo de 210 km. Ao todo 48 "Véronique AGI"
foram lançados entre 1959 e 1969 de Hammaguir e Kourou, obtendo uma taxa de sucesso de 81,5%.

## Final
Desde 1961, ficou evidente a necessidade de um novo aumento de performance. Para isso, foi criada a versão "Véronique 61", ainda mais longa (9,5 m), pesando
1.932 kg e com um motor capaz de gerar 60 kN de empuxo, com isso elevando o apogeu da carga útil de 60 kg para 315 km de altitude. O seu primeiro voo, ocorreu
em Junho de 1964. Dois anos depois ele foi substituído pela versão "61M" (modificada), mais longa ainda (11,7 m), pesando 2.050 kg e capaz de conduzir 100 kg
a 325 km de altitude. Um total de 21 foguetes Véronique 61 (ambas as versões) foram lançados entre 1964 e 1975 de Hammaguir e Kourou,
obtendo uma taxa de sucesso de 90%.